# Creatonotos pallidior
Creatonotos pallidior là một loài bướm đêm thuộc phân họ Arctiinae, họ Erebidae.